# Talp de muntanya japonès
El talp de muntanya japonès (Euroscaptor mizura) és una espècie de mamífer de la família dels tàlpids endèmica del Japó. El seu hàbitat natural són els boscos i herbassars temperats. Està amenaçat per la pèrdua d'hàbitat.